# 抓住明日的光
《抓住明日的光》（日語：明日の光をつかめ）是日本東海電視台（富士電視系）在2010年、2011年及2013年播出的連續劇，每星期一至五下午13時30分播映，主要以少年少女們克服內心傷痛為主題，此系列三部主演分別是廣瀨愛麗絲、小島藤子和須田安娜，皆是三人初次主演連續劇。

## 劇情介紹

### 第一部
該劇集講述一群從少年監獄出來的少年少女、為了早日回歸社會在一個名叫蒲公英農場的地方勞動。澤口遙（廣瀨愛麗絲飾）是住在農場附近的高二女生，一邊在農場幫忙，一邊為和勞改少年的戀愛及母親的出軌而煩惱著。

### 第二部
位於三浦半島望海小山上的蒲公英農場，模樣和一年前相比截然不同。
帶有心傷的17歲女主角希望（小島藤子飾）被隔壁小鎮的高中足球隊隊長蓮（松下優也飾）深深吸引並開始與其交往。希望半年前從少教所釋放，在保護司的建議下來到了蒲公英農場。而另一方面，蓮身上也背負著充滿傷心回憶的過去。希望相信自己對蓮傾注的愛情可以幫助他走出陰霾，也可以讓自己重新站起來。
有一天，北山（渡邊一惠飾）又帶著一個少年來到了蒲公英農場。 這個少年已經好幾次進出少教所，是個不折不扣的壞孩子。他仇視所有大人，不相信任何人。和北山還有負責飲食的小春（小川菜摘飾）總是衝突不斷，並且再次走上了犯罪的道路。
在蒲公英農場，有15歲就懷孕產子的少女，有從有名中學落榜便一心求死的少年，有被雙親拋棄的女孩，也有險些被刺殺了父親之後企圖共同自殺的母親刺殺的少女等，這些懷抱著各種煩惱的孩子們在這里為尋找希望之光而不斷掙扎著。
北山的妻子和兒子曾經被少年所殺害，他心靈的傷口至今仍未痊癒。少年的遺書至今仍然放在北山的書桌抽屜裡。並且一直沒有被開封。他在通過農場的工作對孩子們付出愛和關心的同時，也不斷地和自己的糾葛做著鬥爭。

### 第三部
《抓住明日的光 -2013 夏-》講述家人去世有悲痛過去的太田蒼（須田安娜飾），是擅於舞蹈的爽朗少女，還有人生首度染金髮的松井翔太（須賀健太飾），及他有心臟病的朋友植本浩樹（柾木玲彌飾）。

## 演員表

### 第一部
- 廣瀨愛麗絲 飾 澤口遙
- 榊原徹士 飾 櫻木翼
- 川崎麻世 飾 澤口祐介
- 矢澤心 飾 北山有里
- 渡邊一惠 飾 北山修治
- 永山絢鬥 飾 伊良部讓
- 松重豐 飾 青木久雄
- 松坂慶子 飾 楠真知子
- 伊東四朗 飾 楠航太郎
- 松川尚瑠輝 飾 野原大樹
- 外岡好梨花 飾 水島菖蒲

### 第二部
- 小島藤子 飾 磯山希望（17）
- 松下優也 飾 加賀美蓮（17）
- 森田直幸 飾 大石真太郎（16）
- 新川優愛 飾 佐佐木萌子（17）
- 西野實見 飾 石堂由貴（15）
- 高橋賢人 飾 齊藤孝介（16）
- 未來穂香 飾 加賀美優香（13）
- 新井康弘 飾 加賀美亮介（50）
- 七瀨夏美 飾 加賀美章子（46）
- 小川菜摘 飾 西川小春（43）
- 木崎由里亞（SKE48） 飾 齊藤沙織（第18、19話）[3]
- 間野春香（SKE48） 飾 はるっち（第18、19話）[3]
- 山田澪花（SKE48） 飾 れいれい（第18、19話）[3]
- 渡邊一惠 飾 北山修治
- 松川尚瑠輝 飾 野原大樹
- 外岡好梨花 飾 水島菖蒲

### 第三部
- 須田安娜 飾 太田蒼（16）
- 須賀健太 飾 松井翔太（17）
- 柾木玲彌 飾 植本浩樹（17）
- 淺香航大 飾 佐佐木仁（18）
- 荒川知佳 飾 三澤由香里（15）
- 內田愛 飾 川端ルル（10）
- 黑澤宏貴 飾 長里真之介（7）
- 伊藤和枝 飾 梅井加代（35）
- 柴田理惠 飾 澤登松子
- 尾崎伸嗣 飾 杉田克巳（27）
- 渡邊一惠 飾 北山修治
- 茂呂師岡 飾 二見茂夫
- 松川尚瑠輝 飾 野原大樹（20）

## 外部連結
- 《抓住明日的光》第一季官方網站 （日語）
- 《抓住明日的光》第二季官方網站 （日語）
- 《抓住明日的光 -2013 夏-》官方網站 （日語）
- 互联网电影数据库（IMDb）上《抓住明日的光》的资料（英文）